# 沙塔坪乡
沙塔坪乡，是中华人民共和国湖南省张家界市桑植县下辖的一个乡镇级行政单位。

## 行政区划
沙塔坪乡下辖以下地区：
分水岭村、尼古田村、冷水峪村、大湾口村、六耳口村、天平村、四元坡村、廖家坡村、沙塔坪村、农科站村、杨家坪村、花椒圆村、向家湾村、水井台村、彭家湾村、洒家坡村、茶盘口村、水田峪村、大庄村、大木塘村、坪塔村、麻田坪村、唐家庄村、袁家桥村和汪家亚村。